# セミレチエ州

セミレチエ州の地図

セミレチエ州 あるいは セミレチェンスク州 （ロシア語：Семиреченская область）は、中央アジアに設置されたロシア帝国の州（オーブラスチ）の1つ。首都はヴェールヌイ（現在のアルマトイ）。
州の領域は、現在のカザフスタン東部および、キルギス北部に相当し、ヴェールヌイ郡、ジャルケント郡、コパル郡、レプシンスク郡、プルジェヴァリスク郡、ピシュケク郡の6郡を管轄した。
アクモリンスク州、セミパラチンスク州、フェルガナ州、シルダリヤ州に隣接し、東部は清朝の新疆省と国境を接していた。
ロシア帝国の中央アジア征服に伴い、1867年にトルキスタン総督府の管轄下に設置された。1882年にステップ総督府に移管されたが、1897年には再度トルキスタン総督府の管轄下に移された。ロシア革命後の1918年にトルキスタン総督府が廃止され、セミレチエ州の領域も旧総督府領に設置されたトルキスタン自治ソビエト社会主義共和国に組み込まれた。
1897年の統計では、州の人口の大半（80.46%）はカザフ人およびキルギス人が占め、その他、ロシア人7.78%、ウクライナ人1.88%、「タランチ人」5.67%、「サルト人」1.51%、ドンガン人および中国人1.43%、タタール人0.85%によって構成された。